# Вевюркі (Куявсько-Поморське воєводство)
Вевюркі (пол. Wiewiórki) — село в Польщі, у гміні Плужниця Вомбжезького повіту Куявсько-Поморського воєводства.
Населення — 296 осіб (2011).
У 1975-1998 роках село належало до Торунського воєводства.

## Демографія
Демографічна структура станом на 31 березня 2011 року:
|          | Загалом | Допрацездатний вік | Працездатний вік | Постпрацездатний вік |
| -------- | ------- | ------------------ | ---------------- | -------------------- |
| Чоловіки | 158     | 38                 | 107              | 13                   |
| Жінки    | 138     | 40                 | 74               | 24                   |
| Разом    | 296     | 78                 | 181              | 37                   |